# یواس‌اس لویس‌ویل (سی‌ای-۲۸)
یواس‌اس لویس‌ویل (سی‌ای-۲۸) (به انگلیسی: USS Louisville (CA-28)) یک کشتی بود که طول آن ۶۰۰ فوت ۳ اینچ (۱۸۲٫۹۶ متر) بود. این کشتی در سال ۱۹۳۰ ساخته شد.